# Суховей
Сухове́й — тип погоды, характеризуемый высокой температурой воздуха и низкой относительной влажностью воздуха, часто в сочетании с умеренным (6—9 м/с) или сильным (10 м/с и более) ветром. В дневные часы относительная влажность воздуха при суховее составляет менее 30 % (порой снижаясь до 10—15 % и даже менее), а температура воздуха составляет выше 25—30 °C (иногда 40 °C и выше). Наиболее часто наблюдается в полупустынях и пустынях, но может наблюдаться и в степной зоне (особенно в период засухи).
В СНГ суховеи характерны для Прикаспия и Казахстана, юга Украины, иногда могут наблюдаться в лесостепной и даже лесной зоне. В России суховеям регулярно подвержены Алтайский, Забайкальский и Ставропольский края, Астраханская, Саратовская, Самарская, Оренбургская, Курганская, Омская области, республики Бурятия, Дагестан, Калмыкия, Татарстан, иногда — юг Волгоградской области. На северо-западе суховеи бывают очень редко.
При высокой температуре воздуха суховей вызывает интенсивное испарение воды из почвы, с поверхности растений и водоёмов, что может вызвать порчу урожаев зерновых и плодовых культур, гибель растений. Высокая температура и низкая влажность воздуха при суховеях являются результатом местной трансформации (прогревания) воздушных масс, чаще всего тропического происхождения, над сильно нагретой земной поверхностью и нисходящего движения воздуха в антициклонах. Тропические воздушные массы зарождаются над пустынями Африки, Малой Азии, Аравии, Ирана, Средней Азии, с ними суховеи распространяются до лесостепей России и Казахстана, а ещё чаще вторгаются в полупустыни и степи.
Защитой от суховеев служат лесные полосы, орошение почвы и мелиорация.

## Возникновение суховея
Суховеи на территории России и сопредельных стран возникают, как правило, весной и связаны со взаимодействием южного теплого сектора циклона, действующего над Европейской территорией России и антициклона к востоку от Урала. Эти же процессы, но в холодном секторе циклона, обуславливают в центре и на севере Европейской территории России майские холода.

## Суховей как опасное природное явление
Суховей относится к гидрометеорологическим опасным природным явлениям. Суховей — это ветер при высокой температуре и низкой влажности воздуха в период цветения, налива, созревания зерновых культур. Критерии суховея как опасного природного явления: максимальная скорость ветра 7 м/с и более при температуре воздуха выше 25,0°С и относительной влажности не более 30 %, наблюдающиеся хотя бы в один из сроков наблюдений в течение трёх дней подряд и более в период цветения, налива, созревания зерновых культур. В сообщениях о суховеях сообщают дату начала периода, его продолжительность и максимальный дефицит насыщения водяного пара за этот период.

## Интересные факты
4 июня 2014 года ряд российских СМИ сообщили со ссылкой на интернет-проект «Метеоновости», что якобы в Москве впервые за 60 лет зафиксирован суховей. Однако фактически в столице 2—4 июня наблюдалась (по данным метеостанции ВДНХ) в дневные часы температура воздуха +27…+29° при относительной влажности 18…23 % и слабом ветре 0—3 м/с. Таким образом, критерий суховея не достигнут по скорости ветра (она должна составлять не менее 8 м/с). В тот же день эксперт интернет-проекта «Гисметео» пояснил, что суховеи в столичном регионе наблюдаются не столь редко — прошлый случай был отмечен в 2010 году.